# 井澤金属
井澤金属株式会社（いざわきんぞく、英称：IZAWA METAL CO., LTD.）は、大阪市中央区南船場に本店を置く非鉄金属の総合技術商社である。

## 会社概要
アルミニウム、ニッケル、タングステン、チタニウム等の鉄以外の金属から造られる部品ならびに工作機械、特殊合金による製品を開発から販売まで一手におこなっている。また創業も江戸時代の慶応期に創業した金物屋から始まることもあり、専門商社の中では老舗の部類に入る。
とりわけ工具類では、プリント基板用に開発されたミニチュアドリルや、切削工具の分野で強みを持つ。
毎年12月に神戸ワールド記念ホールにて開催されるテニス競技大会の「イザワ・クリスマスオープン・テニストーナメント」の協賛企業としても知られる（2008年をもってスポンサーから撤退）。レギュラーではないが、MBS制作・TBS系列全国ネットの毎年行われるスポーツ番組（「ミズノクラシック」や「ダンロップフェニックストーナメント」（宮崎放送との共同制作）、「毎日甲子園ボウル」（2007年まで）やバラエティ番組のスポンサーを務める他、テレビ大阪制作・テレビ東京系列の特番のスポンサーを務める事がある。関西ローカルではABCやMBSなどで放送されているスペシャル番組（「探偵!ナイトスクープvsクイズ!紳助くん」や「ちちんぷいぷい元日特番」など）のスポンサーを担当する事も多い。

## 沿革
- 1866年（慶応2年） - 創業。
- 1916年（大正5年） - 合名会社井澤本店として法人化。
- 1930年（昭和5年） - 合資会社井澤地金商店に改組。
- 1937年（昭和12年） - 株式会社井澤地金商店設立。
- 1946年（昭和21年） - 名古屋支店を設置。
- 1947年（昭和22年） - 東京支店を設置。
- 1948年（昭和23年） - 広島営業所を設置。
- 1961年（昭和36年） - 現社名に変更。
- 1962年（昭和37年） - 神戸営業所を設置。
- 1972年（昭和47年） - 安城営業所を設置。

## 営業拠点
- 本店 - 大阪府大阪市中央区南船場1-13-10
- 東京支店 - 東京都千代田区内神田3-17-3
- 名古屋支店 - 愛知県名古屋市中区上前津1-14-20
- 広島営業所 - 広島県広島市西区横川町2-10-27
- 神戸営業所 - 兵庫県神戸市中央区北長狭通4-4-18
- 太田営業所 - 群馬県太田市小舞木町241-2
- 豊橋営業所 - 愛知県豊橋市大岩町本郷46-1
- 安城営業所 - 愛知県安城市東栄町5-26-4
- 京都営業所 - 京都府京都市右京区西院清水町25
- 福岡営業所 - 福岡県福岡市博多区博多駅東2-5-11

## CMキャラクター
- 矢追純一（1989年）